# Kobryń (gmina)
Kobryń – dawna gmina wiejska istniejąca w latach 1928–1939 w woj. poleskim II Rzeczypospolitej (obecnie na Białorusi). Siedzibą władz gminy był Kobryń, który stanowił odrębną gminę miejską.
Gmina Kobryń powstała 18 kwietnia 1928 roku w powiecie kobryńskim w woj. poleskim z części zniesionych gmin Pruska, Stryhowo i Błoty oraz z części (nie zniesionych) gmin  Podolesie i Nowosiółki.
1 października 1933 z gminy wyłączono części trzech majątków ziemskich i przyłączono je do gminy miejskiej Kobryń. 
Po wojnie obszar gminy Kobryń wszedł w struktury administracyjne Związku Radzieckiego.